# Карло Джованарді
Карло Джованарді (італ. Carlo Giovanardi; нар. 15 січня 1950, Модена) — італійський політик.

## Життєпис
Він отримав юридичну освіту, має ступінь доктора. Професійно працював адвокатом.
Вже наприкінці 60-х років почав політичну діяльність у Християнсько-демократичній партії, входив до ради регіону Емілія-Романья.
З 1992 по 2008 він був членом Палати депутатів. У 1994 році він став одним із засновників Християнсько-демократичного центру, яка є найбільшою партією (поруч з Народною партією), сформованою на основі християнських демократів. Джованарді очолював парламентську групу центристів, він також працював віце-спікером парламенту. Починаючи з 2002 року, він був одним з керівників Союзу християнських демократів і центру.
У період з 2001 по 2006 рік обіймав посаду міністра зі зв'язків з парламентом у другому і третьому урядах Сільвіо Берлусконі.
На дострокових виборах у 2008 отримав місце у Сенаті Італії. У четвертому уряді Берлусконі був призначений заступником держсекретаря в офісі прем'єр-міністра (до 2011). У 2013 вдруге обраний сенатором, у тому ж році приєднався до Нового правого центру.